# Денисовичі
Денисовичі — колишнє село в Україні, що знято з обліку в зв'язку з відселенням мешканців внаслідок аварії на ЧАЕС. Розташоване на крайній півночі району Київської області на відстані 47 км від селища Поліське (колишнього районного центру), та за 3 кілометри від державного кордону з Республікою Білорусь.

## Історія
Існують відомості про існування села Денисовичі з XVIII століття. В селі була дерев'яна, Хресто-Воздвиженська церква, яка була збудована і освячена у 1762 році. У радянський час була знищена. Оточене лісами.
У 1971 році в селі мешкало 532 особи (у 1860-і роки — 196 осіб, 1886 року — 354 осіб, 1981 рік — ≈610 осіб, 1989 рік — 274 осіб).
За даними 1900 року, «Денисовичі, казенне село за 150 верст від повітового міста. Дворів 66, жителів 396. Головне заняття-землеробство. У селі є православна церква, церковно-парафіяльна школа, водяний млин».
Була неповна середня школа, клуб та бібліотека. Село було центром сільської ради та єдиним населеним пунктом, підпорядкованим їй. Село підпорядковувалося Поліському району.
У зв'язку з високим радіаційним забрудненням, у 1993 році було проведено переселення населення до села Трубівщина Яготинського району Київської області та до села Ничипорівка. В селі Трубівщина, спеціально для переселенців, було забудовано нову частину села. Село Денисовичі зняте з обліку 1999 року через відсутність населення.
Після Чорнобильської катастрофи село увійшло до 30-кілометрової зони відчуження.
З лютого по квітень 2022 року село було окуповане російськими військами внаслідок вторгнення 2022 року.